# Saint-Henri (Québec)
Pour les articles homonymes, voir Saint-Henri.
Saint-Henri est une municipalité du Québec, située dans la MRC de Bellechasse dans la Chaudière-Appalaches. Aussi nommée Saint-Henri-de-Lévis, elle est la plus grande municipalité de la MRC de Bellechasse avec au moins 5900 habitants.

## Toponymie
Le village est nommé en l'honneur d'Henri II du Saint-Empire.
La Commission de toponymie du Québec écrit à son propos : « L'actuelle municipalité de Saint-Henri a été formée grâce à la fusion intervenue, en 1976, entre les municipalités de Rivière-Boyer (1922) et de Saint-Henri (1975), cette dernière issue de la fusion des municipalités de la paroisse et du village de Saint-Henri respectivement créées en 1855 et 1913. »

## Histoire
L'église actuelle fut construite en 1879 et elle possède un orgue Casavant depuis 1939. À l’intérieur, on peut admirer de magnifiques œuvres picturales et des statues sculptées en bois de l'artiste Louis Jobin.
C'est à cet endroit que le curé Charles d'Youville Dufrost s'est réfugié en compagnie de 287 paroissiens de la paroisse Saint-Joseph-de-la-Pointe-Lévy lors de l'invasion anglaise de 1759.

## Géographie
Saint-Henri est une ville de plus de 5 000 habitants
, situé sur la rive-sud du fleuve Saint-Laurent, à 15 km au sud-ouest de Lévis et à 30 km de la capitale provinciale, Québec. Saint-Henri a été rattachée en 2000 à la MRC de Bellechasse, ce qui en fait la municipalité la plus peuplée de cette MRC, suivie de Saint-Anselme (3,458) et de Sainte-Claire (3,325).
Saint-Henri est située près des grands centres urbains de Lévis et Québec, ce qui en fait un village semi-rural, semi-urbain. Le village est traversé de la rivière Etchemin, de la rivière Boyer et de la rivière LeBras. Un pont, le pont Édouard-Brochu, franchit la rivière Etchemin.
La MRC de la Nouvelle-Beauce entoure l'ouest et le sud-ouest de Saint-Henri. Directement au nord, l'arrondissement Desjardins et au nord-ouest, l'arrondissement Chaudière-Est (quartier Saint-Jean-Chrysostome), tous deux de Lévis, limitent la municipalité.
De nombreuses routes provinciales passent par ce village. La route 173, ou Route du Président-Kennedy, est la principale voie pour se rendre en Beauce à partir de Lévis. Aussi, la route 277, relie Saint-Henri au reste de Bellechasse. La 218 relie Saint-Henri à Saint-Charles-de-Bellechasse au nord-est, et descend vers Saint-Lambert-de-Lauzon au Sud. La 275 traverse l'ouest de Saint-Henri pour se rendre à Saint-Jean-Chrysostome et vers Saint-Isidore. Yvon Bruneau a été le maire de Saint-Henri pendant 4 mandats (2001-2017) et laisse sa place à Germain Caron élu sans opposition pour les élections municipales 2017.

### Hydrologie
La rivière Etchemin traverse la municipalité du sud au nord.
Le Bras traverse l'ouest de la municipalité du sud au nord et conflue avec la rivière Etchemin au nord-ouest.
La rivière Boyer Nord traverse la municipalité du sud-est au nord-est.
La Rivière Boyer Sud conflue avec la rivière Boyer à la limite est de la municipalité.

## Démographie
| 1996  | 2001  | 2006  | 2011  | 2016  | 2021  |
| ----- | ----- | ----- | ----- | ----- | ----- |
| 3 886 | 3 807 | 4 094 | 5 023 | 5 611 | 5 813 |

## Administration
Les élections municipales se font en bloc et suivant un découpage de six districts.
| Saint-Henri Maires depuis 2005                                                                                       |               |         |          |
| Élection | Maire         | Qualité | Résultat |
| 2005 | Yvon Bruneau  |         | Voir     |
| 2009 | Yvon Bruneau  | Voir    |          |
| 2013 | Yvon Bruneau  | Voir    |          |
| 2017 | Germain Caron |         | Voir     |
| 2021 | Germain Caron | Voir    |          |
| Élection partielle en italique Depuis 2005, les élections sont simultanées dans toutes les municipalités québécoises |               |         |          |

| Rôle                                                       | Nom                 |
| ---------------------------------------------------------- | ------------------- |
| Maire de Saint-Henri                                       | Germain Caron       |
| Conseiller municipal - District numéro 1                   | Richard Turgeon     |
| Conseiller municipal - District numéro 2                   | Bruno Vallières     |
| Conseiller municipal - District numéro 3                   | Julie Dumont        |
| Conseiller municipal - District numéro 4 (Maire suppléant) | Michel L'Heureux    |
| Conseiller municipal - District numéro 5                   | François Robitaille |
| Conseiller municipal - District numéro 6                   | Gervais Gosselin    |

## Infrastructures

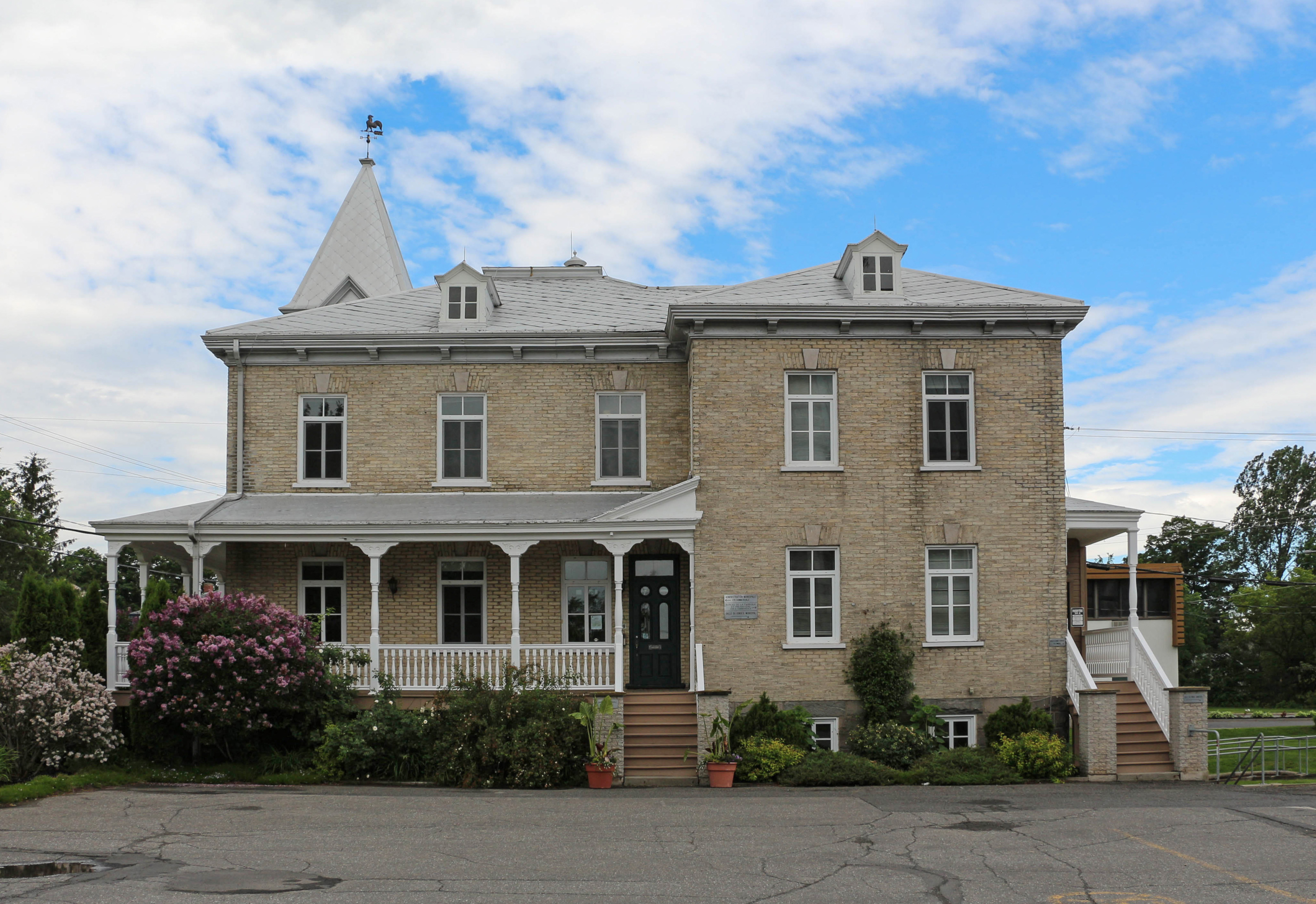
Mairie de Saint-Henri (Presbytère)

La municipalité de Saint-Henri compte :
- Un centre récréatif, où se situe l'aréna et plusieurs salles de réception.
- Plusieurs installations sportives, dont un terrain de baseball, deux terrains de basketball, deux terrains de tennis, deux patinoires extérieures (Anneau de glace / Parc Fleurbec), deux terrain de volleyball, des terrains de soccer, des terrains de fer À cheval et de pétanque, des sentiers de ski de fond et de raquettes.
- Une piste cyclable traversant la municipalité.
- Plusieurs sentiers de motoneige et de véhicules tout-terrains
- Un Caisse populaire Desjardins - centre de services.
- Une bibliothèque municipale
- École Belleau-Gagnon : École Gagnon (de la maternelle à la deuxième année), École Belleau (de la troisième année à sixième année). Plus de 390 élèves fréquentent ces deux écoles.
- Un Centre de formation professionnelle : le Centre de formation en montage de lignes (seule école du genre au Québec).
- Une Maison des jeunes (MDJ)

## Économie
(mars 2021).
L'économie de Saint-Henri se joue principalement avec ses entreprises industrielles :
- Cie Wilfrid Allen, Entrepreneur général
- Fortier 2000 Ltée (Manufacturiers de produits de béton)
- Jeld-Wen (Portes et Fenêtres)
- Les Composts du Québec (vendu à GSI environnement)
- Olymel-Lafleur, avec 600 employés
- PrestoLam (siège social)
- TMS systeme

Le Parc industriel de Saint-Henri se situe sur la rue de la Gare, dans le centre du village.
De plus, Saint-Henri peut compter sur plusieurs commerces et restaurants :
- Supermarché IGA Deraîche
- Caisse Populaire du Cœur de Bellechasse
- Épicerie L. Caron
- Olymel S.E.C.
- Dépanneur et Station-Service Pétro-Canada
- Dépanneur et Station-Service Ultramar
- Restaurant Le Sagittaire (24h/24h)
- Restaurant Le P'tit Jeannot
- Boulangerie L'Ami d'Antan
- Homehardware  depuis 2017 (anciennement Rona L'Outilleur Saint-Henri)
- Duro Vitres d'Auto
- Casse-croûte Chez Dave
- Boucherie Allen
- Plusieurs salons de coiffure et d'esthétique
- Les équipements REL

La Ville de Saint-Henri peut également compter sur cinq médecins, une pharmacie (Familiprix), une clinique dentaire, des notaires, des comptables, un bureau de poste et une nouvelle caserne de pompiers.
Côté touristique, il y a plusieurs cabanes à sucre ouvertes au public, comme celles de Franco, de Réal Bruneau et de Réal Lessard. Aussi, le verger « Casa Breton » une attraction touristique majeure pour le village.

## Travaux routiers
Après avoir tout reconfiguré le système routier dans le village de Saint-Henri, le Ministère des Transports du Québec compte maintenant élargir la route 173 entre le Parc Industriel de Pintendre et le carrefour giratoire au nord de Saint-Henri pour la faire passer de deux à quatre voies, séparées par un terre-plein central. Les travaux comprendront la démolition du viaduc du Canadien National (train) à la hauteur des limites Pintendre-Saint-Henri et la construction de deux nouveaux viaducs séparés. La longueur du tronçon affectée est de 3,9 kilomètres et les travaux débuteront en 2009.

## Personnalités associées
- Alfred Tremblay (1887-1975), explorateur arctique